# Xinlekulturen

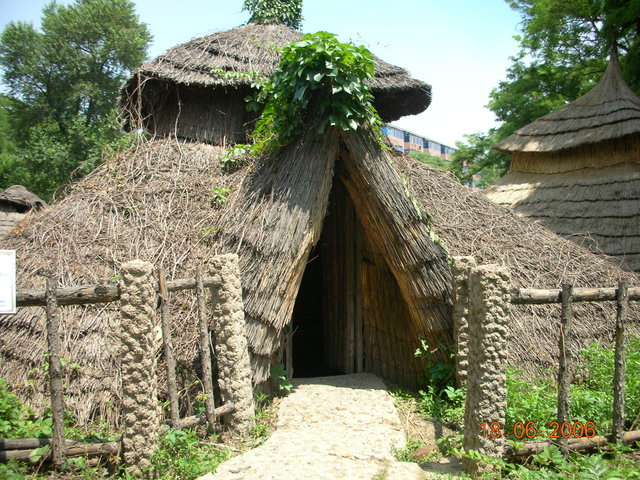
Ett hus

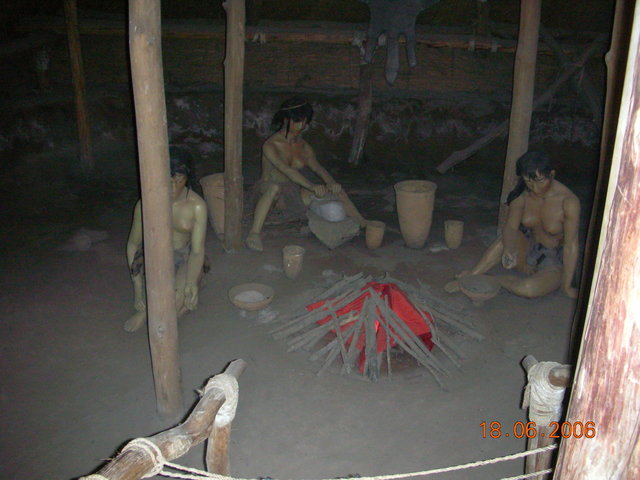
Livet inuti.

Xinlekulturen (新樂文化) är döpt efter fyndorten Xinle i Liaoning i östra Kina, och dateringar varierar mellan omkring 5 500 och 2 500 f.Kr. 
Xinle var bebodd mellan 5 500 och 4 500 f.Kr. Förkolnad hirs har påträffats i Xinle, men andra fyndorter i närheten uppvisar fynd som förknippas med fiske. Xinlekulturen var således inte bara mångskiftande, utan representerade också ett övergångsstadium mellan de fullfjädrade bondesamhällena på den nordkinesiska slätten och jägar-samlarsamhällena i Korea och Japan. Beskrivningen stämmer eftersom Xinle uppvisar keramik som i mycket överensstämmer med chulmun- och jomonkeramiken, men som är helt olik den bemålade keramiken hos de hirsodlande yangshaobönderna på det kinesiska fastlandet. Liksom människorna inom de postglaciala kulturerna i de manchuriska och mongoliska områdena använde xinlemänniskorna sig av flintredskap. Deras inventarium av slipade stenredskap vilket omfattar mortlar och mortelstötar samt polerade yxor eller tväryxor, påminner om det som förknippas med chulmun- och jomonkulturerna.